# Hundling
Hundling es una comuna francesa situada en el departamento de Mosela, en la región de Gran Este. Tiene una población estimada, a inicios de 2021, de 1349 habitantes.

## Demografía
| 1117 | 1172 | 1133 | 1234 | 1322 | 1373 | 1349 |
| Para los censos de 1962 a 1999 la población legal corresponde a la población sin duplicidades (Fuente: INSEE [Consultar]) |      |      |      |      |      |      |